# Art Parkinson
Art Parkinson (Moville, 19 de outubro de 2001) é um ator irlandês. Ele é mais conhecido pelos seus personagens de Rickon Stark na série de televisão, Game of Thrones, e Kubo no filme Kubo and the Two Strings.

## Filmografia

### Cinema
| Ano  | Filme                    | Papel         | Notas       |
| ---- | ------------------------ | ------------- | ----------- |
| 2008 | Freakdog                 | Jovem Kenneth |             |
| 2013 | Dark Touch               | Peter         |             |
| 2014 | The Anomaly              | Alex          |             |
| 2014 | Shooting for Socrates    | Tommy         |             |
| 2014 | Dracula Untold           | Ingeras       |             |
| 2014 | Love, Rosie              | Gary Dunne    |             |
| 2015 | San Andreas              | Ollie Taylor  |             |
| 2016 | Kubo and the Two Strings | Kubo          |             |
| 2017 | Zoo                      | Tom Hall      |             |
|      | The Belly of the Whale   | Martin Lanks  | Em filmagem |

### Televisão
| Ano            | Filme           | Papel        | Notas        |
| -------------- | --------------- | ------------ | ------------ |
| 2011-2013/2016 | Game of Thrones | Rickon Stark | 14 episódios |

## Prêmios e Indicações
| Ano  | Premiação   | Categoria  | Título                   | Resultado |
| ---- | ----------- | ---------- | ------------------------ | --------- |
| 2016 | Annie Award | Melhor voz | Kubo and the Two Strings | Indicado  |